# خلیج کرچ
خلیج کرچ (روسی: Керченская бухта) یک خلیج در کرانه دریای آزوف و شبه‌جزیره کریمه است.